# Manantali Dam
Manantali Dam är en dammbyggnad i Mali.   Den ligger i regionen Kayes, i den sydvästra delen av landet, 270 km väster om huvudstaden Bamako. Manantali Dam ligger 199 meter över havet.
Terrängen runt Manantali Dam är huvudsakligen platt, men västerut är den kuperad. Runt Manantali Dam är det glesbefolkat, med 12 invånare per kvadratkilometer.